# هشام موسون
هشام موسون ممثل مغربي من مواليد مدينة الدار البيضاء بعين حرودة في 11 يناير سنة 1988  كبر و ترعرع في البرنوصي .ثم أصبح من أبناء الشوارع بسبب مشاكل عائلية. تُوفيت والدته سنة 2000 خلال تصوير فيلم علي زاوا. دخل ميدان التمثيل لأول مرة عندما ناداه المخرج نبيل عيوش لأداء بطولة فيلم علي زاوا سنة 2001 ومن هُناك بدأت شُهرته وفي نفس السنة مثل في السلسلة الكوميدية لالة فاطمة بدور عوينة ثم شارك في الجزء الثاني لنفس السلسلة في سنة 2002 ثم الجزء الثالث سنة 2003، وشارك أيضاً في فيلم لحظة ظلام الممنوع عرضه في المغرب بسبب إحتوئه لمشاهد مخلة بالحياء. وبعد هذا الفيلم غاب هشام عن السينما، وحسب آخر تصريح له سنة 2014 على إذاعة ميد راديو قال بإنه عمل نادل مقهى بمدينة بني ملال وملمع أحذية ثم إستقر لاحقاً في العمل في ميدان التجارة.
اعتبر الممثل هشام موسون، المشتهر بلقب «عوينة»، أن الطفل «الجن»، الذي ظهر في فيديو على ال«يوتيوب» وخلق نقاشا واسعا بخصوص أوضاع الأطفال المشردين، هو «واحد من الآلاف الموجودين بعراء المغرب». وأضاف الممثل الذي اشتهر في فيلم «علي زاوا»، المنتوج السينمائي الذي رصد معاناة أطفال الشوارع وأفلح في إثارة الجدل حينها، أن «الدولة مطالبة بتحمل كامل مسؤولياتها تجاه الظاهرة، إضافة لتحرك المجتمع»، مطالبا ب «تخصيص ميزانية محترمة، وخلق فضاءات اجتماعية للإيواء والتأهيل، لتوفير كافة مستلزمات الحياة الكريمة». وأردف موسون أن مراكز التكوين المتوفرة بالمغرب، خصوصا تلك المتخصصة في إنتاج الكوادر الاجتماعية، «عليها إفراز أطر ذات كفاءة ورغبة حقيقية في العمل على انتشال الأطفال المشردين.. مع اعتبارهم ضحايا مجتمع ودولة.. والتحرك بطريقة استعجالية».